# 小池隧道
小池隧道（こいけずいどう）は、愛知県豊橋市にある単線鉄道トンネルである。豊橋鉄道渥美線の小池駅 - 愛知大学前駅間、国道259号（田原街道）の直下に位置する。